# Onychiurus pseudarmatus
Onychiurus pseudarmatus är en urinsektsart som beskrevs av James P. Folsom 1917. Onychiurus pseudarmatus ingår i släktet Onychiurus och familjen blekhoppstjärtar. Inga underarter finns listade i Catalogue of Life.